# Ochetellus itoi
Ochetellus itoi é uma espécie de formiga do gênero Ochetellus.